# Pozystor

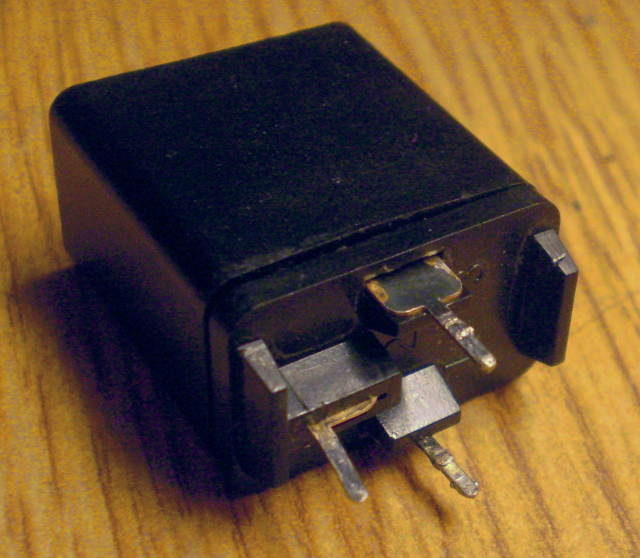
Pozystor układu rozmagnesowania z telewizora

Pozystor – rodzaj termistora, który zwiększa swą rezystancję (oporność) pod wpływem wzrostu temperatury; termistor typu PTC (Positive Temperature Coefficient).

## Zastosowanie
- Do wyłączania przepływu prądu, jeśli prąd ten stanie się zbyt duży (na przykład zabezpieczenie przeciw przeciążeniu w zasilaczach do ładowania akumulatorów telefonów komórkowych).
- Zasilanie cewek rozmagnesowujących kineskopów kolorowych: pozystor w miarę nagrzewania się zwiększa swoją rezystancję, stopniowo zmniejszając prąd rozmagnesowania.
- Jako elementy grzejne, na przykład w lokówkach elektrycznych czy pistoletach do kleju na gorąco: zależność wydzielanej mocy od temperatury umożliwia zgrubną stabilizację temperatury.
- Układy realizujące podgrzewanie elektrod w elektronicznych statecznikach do świetlówek.
- Do rozruchu silników w chłodziarkach – po nagrzaniu przez prąd rozruchowy pozystor, zwiększając swoją rezystancję, ogranicza do minimalnej wartości prąd w uzwojeniu rozruchowym.